# Tomáš Beran (fotograf)
Tomáš Beran (* 16. května 1972 Brno) je český módní, portrétní, umělecký a reklamní fotograf, publicista a režisér.

## Život a dílo
Pochází z Brna, kde v letech 1990–1994 vystudoval Střední uměleckoprůmyslovou školu (pozdější Střední škola umění a designu), obor užitá fotografie. Od roku 1995 žije a pracuje v Praze. Fotografie osobností (barevné i černobílé) a módy mu publikovala řada časopisů (Elle, Marianne, Maxim, Premiere, Yellow, Žena a život, Story, Glanc a další), přičemž v magazínu Elle působil 11 let jako kmenový fotograf. Tvoří image a fotografie pro hudební interprety (např. Helenu Vondráčkovou, Chinaski, Davida Kollera), herce, politiky a veřejně činné osobnosti. Jeho doménou je portrét, od roku 1998 se zabývá i reklamní fotografií.
Jeho portrétní i dokumentární fotografie doprovází řadu knižních publikací (např. pro Zdeněka Pohlreicha, Romana Vaňka, Ivetu Fabešovou), kompletně autorsky (text i fotografie) pak realizoval biografii rappera Marpa s názvem Otakar III.
Zabývá se také tvorbou videoklipů pro české tvůrce (např. IronKap nebo Lenka Nová).
V roce 2000 způsobil tragickou dopravní nehodu, v návaznosti na tuto událost v roce 2004 založil Nadační fond Kolečko, který podporuje Centra dětské traumatologie a realizuje prevenci dětských úrazů a dopravních nehod. Ve spolupráci s N.f. Kolečko publikoval knihy s charitativním a preventivním podtextem "Radost" a "Schůzky". V roce 2021 se stal jedním z protagonistů celovečerního dokumentárního projektu režiséra Víta Klusáka "13 minut" s tématem prevence dopravních nehod.
Od roku 2020 vytváří společenskooborový podcast Schůzky Tomáše Berana.